# Erysimum semperflorens
Erysimum semperflorens là một loài thực vật có hoa trong họ Cải. Loài này được (Schousb.) Wettst. mô tả khoa học đầu tiên năm 1889.